# آردبلیو زن برزنجیر
آردبلیو زن برزنجیر (نام علمی: RW Andromedae) یک ستاره است که در صورت فلکی آندرومدا قرار دارد.